# Angola na Mistrzostwach Świata w Lekkoatletyce 2017
Angola na Mistrzostwach Świata w Lekkoatletyce 2017 – reprezentacja Angoli podczas Mistrzostw Świata w Lekkoatletyce 2017 rozgrywanych w Londynie liczyć miała 1 zawodniczkę, która ostatecznie nie wzięła udziału w zawodach.

## Skład reprezentacji
| Zawodniczka   | Konkurencja   | Preeliminaje | Preeliminaje | Eliminacje | Eliminacje | Półfinał | Półfinał | Finał    | Finał   |
| Zawodniczka   | Konkurencja   | Rezultat     | Pozycja      | Rezultat   | Pozycja    | Rezultat | Pozycja  | Rezultat | Pozycja |
| ------------- | ------------- | ------------ | ------------ | ---------- | ---------- | -------- | -------- | -------- | ------- |
| Adriana Alves | bieg na 100 m | DNS          | DNS          | DNF        | DNF        | DNF      | DNF      | DNF      | DNF     |